# Châtillon-sur-Chalaronne
Châtillon-sur-Chalaronne település Franciaországban, Ain megyében. Lakosainak száma 5154 fő (2022. január 1.). Châtillon-sur-Chalaronne L’Abergement-Clémenciat, Baneins, Neuville-les-Dames, Relevant, Romans, Sandrans és Sulignat községekkel határos.

## Népesség
A település népességének változása:
| Lakosok száma | 2678 | 3518 | 4137 | 4813 | 4940 | 4914 | 4859 | 4881 | 4968 | 5154 |
|               | 1968 | 1982 | 1999 | 2006 | 2011 | 2015 | 2017 | 2018 | 2020 | 2022 |